# Kristina Jovanović
Kristina Jovanović (Beograd, 1993.) srbijanska je filmska, televizijska, glasovna glumica i pjevačica.

## Filmografija

### Televizijske uloge
- "Sinđelići" kao Vanja (2013.)
- "Prava žena" kao Maja Bogdan (2016. – 2017.)
- "Dva brata protiv Hipokrata" kao Mica Ljubičica (2018.)
- "Grofov motel" kao Teja (2018.)
- "Istine i laži" kao Jelisaveta „Beti” Minić (2018.)
- "Reži" kao Aja (2019.)
- "Igra sudbine" kao Jelena Galić (devojački Radman) (2020.)
- "Jedini izlaz" kao Natasa Vranješ Galić (2021.)

### Filmske uloge
- "Poslednja noć" kao Sofija (2012.)
- "Mač osvete" kao Kwen (2015.)
- "Grubi rez" kao Aja (2018.)
- "Što se bore misli moje" kao Devojka iz Tribalije (2023.)
- "Frka" kao Nika (2024.)

### Sinkronizacija
- "Ekstremi Fudbal" kao Luna (2018. – 2019.)
- "Zak i Kvak" (2019.)
- "Plim Plim" kao Mej Li, Bam, Akva rela, Hogi (2019.)
- "Lolirok" kao Orijana, Misi Robins, Kraljica Efedija (2019.)
- "Gavejn" kao Elspet, Šao Long (2019.)
- "Hajdi" kao Hajdi Mejer (2020.)
- "Fantastični povratak u OZ" (2020.)
- "Jakari i veličanstveno pero" kao Jakari (2020.)
- "Edisonova tajna laboratorija" kao Niki (2020.)
- "Oli" kao Oli, Popi, mama (2020.)
- "Bobi i Bili" kao Karolina, mama (2020.)
- "K3" kao Kim (2021.)
- "Superčudovišta: Čudovišna parada" kao Spajk (2021.)
- "Superčudovišta" (2021.)
- "Pevajmo 2" kao Porša Kristal, Nuši (2021.)
- "Žizel i zelena ekipa" kao Aleks, Kiša (2022.)
- "Lanfestova misija" kao Sijan (2023.)

## Vanjske poveznice
- Kristina Jovanović u internetskoj bazi filmova IMDb-u (engl.)